# Estación de Essert-Pittet
La estación de Essert-Pittet es una estación ferroviaria de la comuna suiza de Essert-Pittet, en el Cantón de Vaud.

## Historia y situación
La estación de Essert-Pittet fue inaugurada en el año 1855 con la puesta en servicio del tramo Yverdon-les-Bains - Bussigny de la línea Olten - Lausana. 
Se encuentra ubicada en el oeste del núcleo urbano de Essert-Pittet y cuenta con dos andenes laterales a los que acceden dos vías pasantes.
En términos ferroviarios, la estación se sitúa en la línea Olten - Lausana. Sus dependencias ferroviarias colaterales son la estación de Ependes hacia Olten, y la estación de Chavornay en dirección Lausana.

## Servicios ferroviarios
Los servicios ferroviarios de esta estación están prestados por SBB-CFF-FFS:

### RER Vaud
La estación forma parte de la red de trenes de cercanías RER Vaud, que se caracteriza por trenes de alta frecuencia que conectan las principales ciudades y comunas del cantón de Vaud. En ella efectúan parada trenes de una línea de la red:
- S 1 Yverdon-les-Bains - Lausana - Vevey - Montreux - Villeneuve.